# Isobuttersäureethylester
Isobuttersäureethylester ist eine chemische Verbindung aus der Gruppe der Carbonsäureester.

## Vorkommen
Isobuttersäureethylester ist ein starker Duftstoff in Orangen, Grapefruits, Tuber indicum und griechischen nativen Olivenölen.

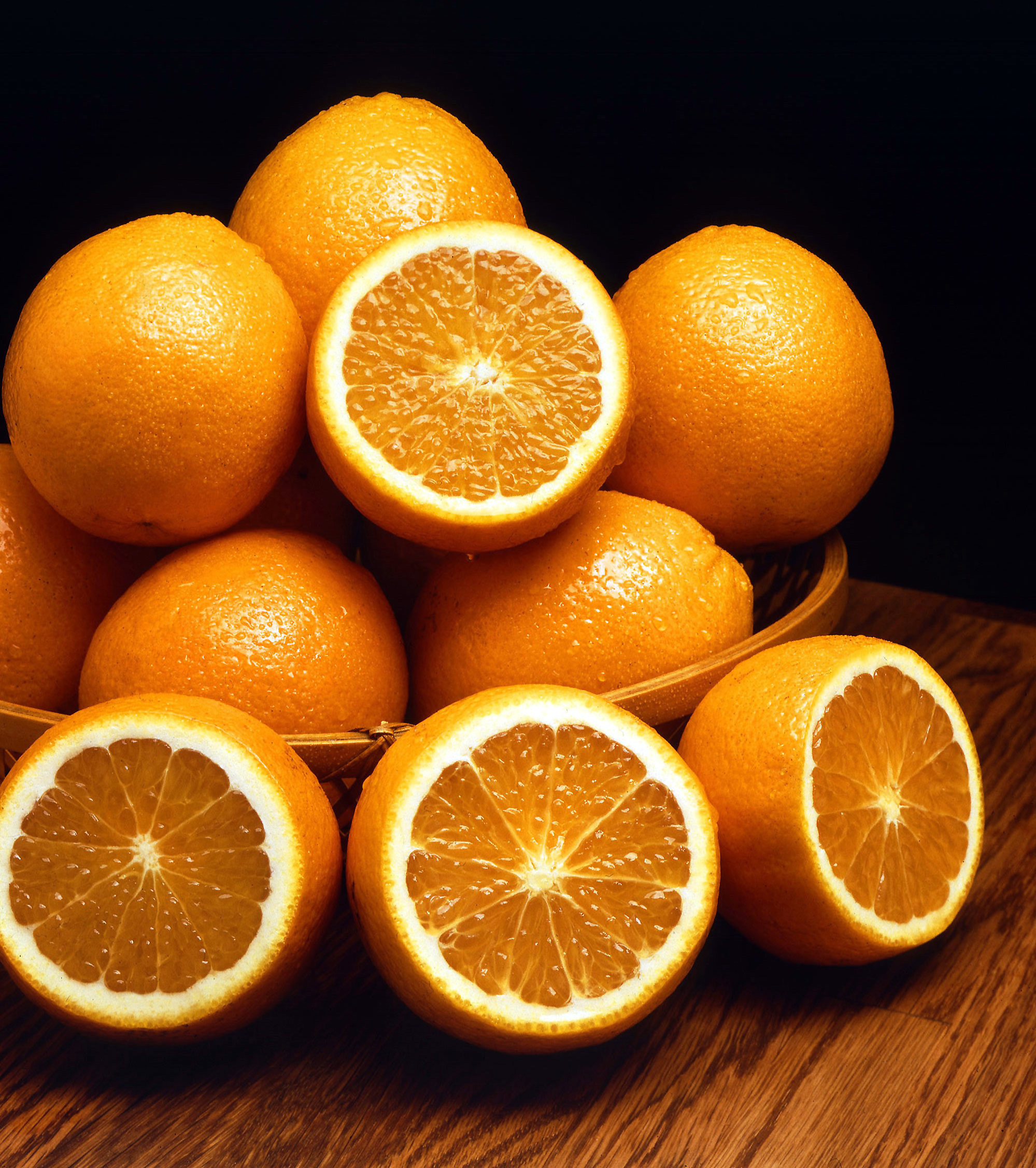
Orange
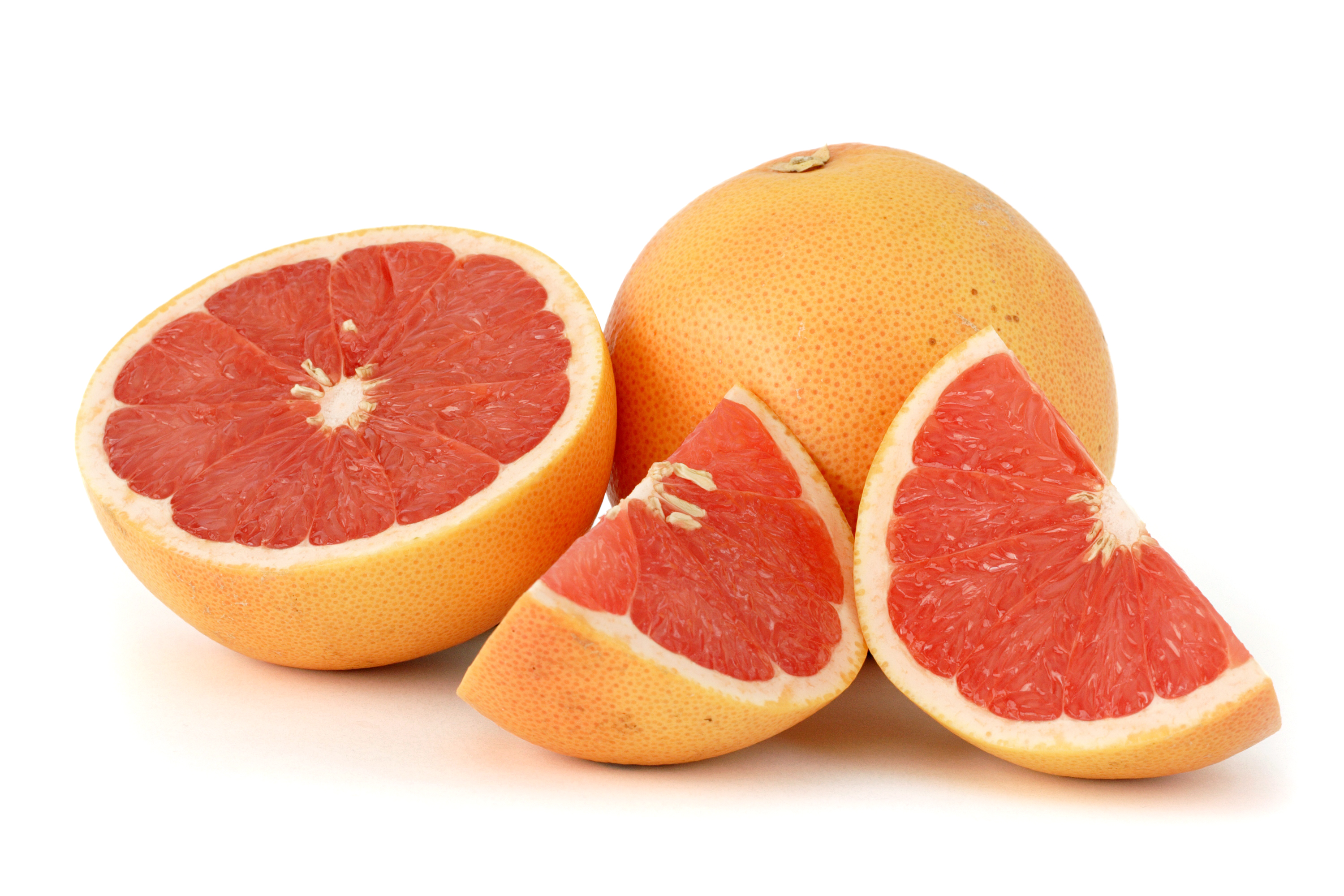
Grapefruit
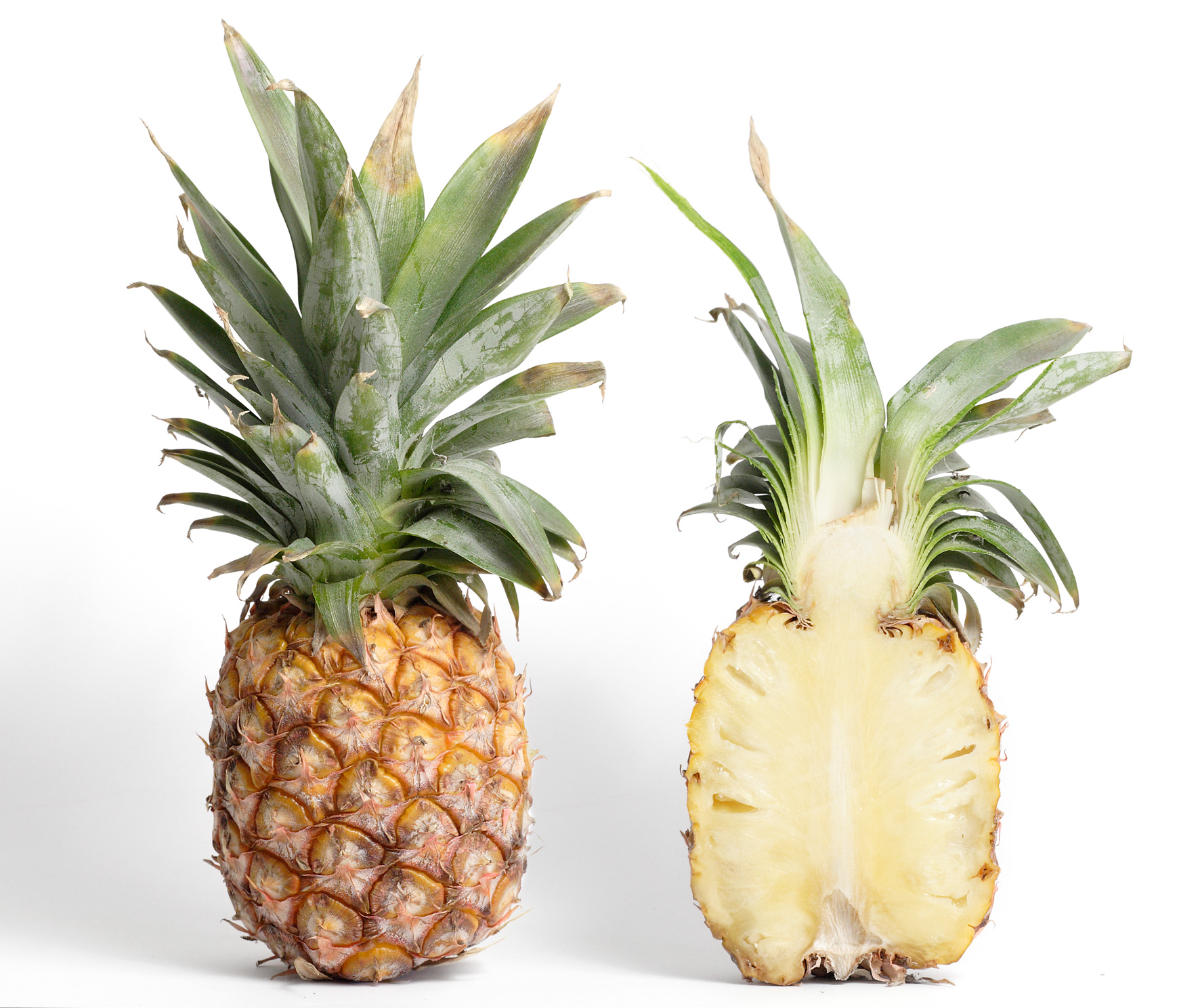
Ananas
Apfel
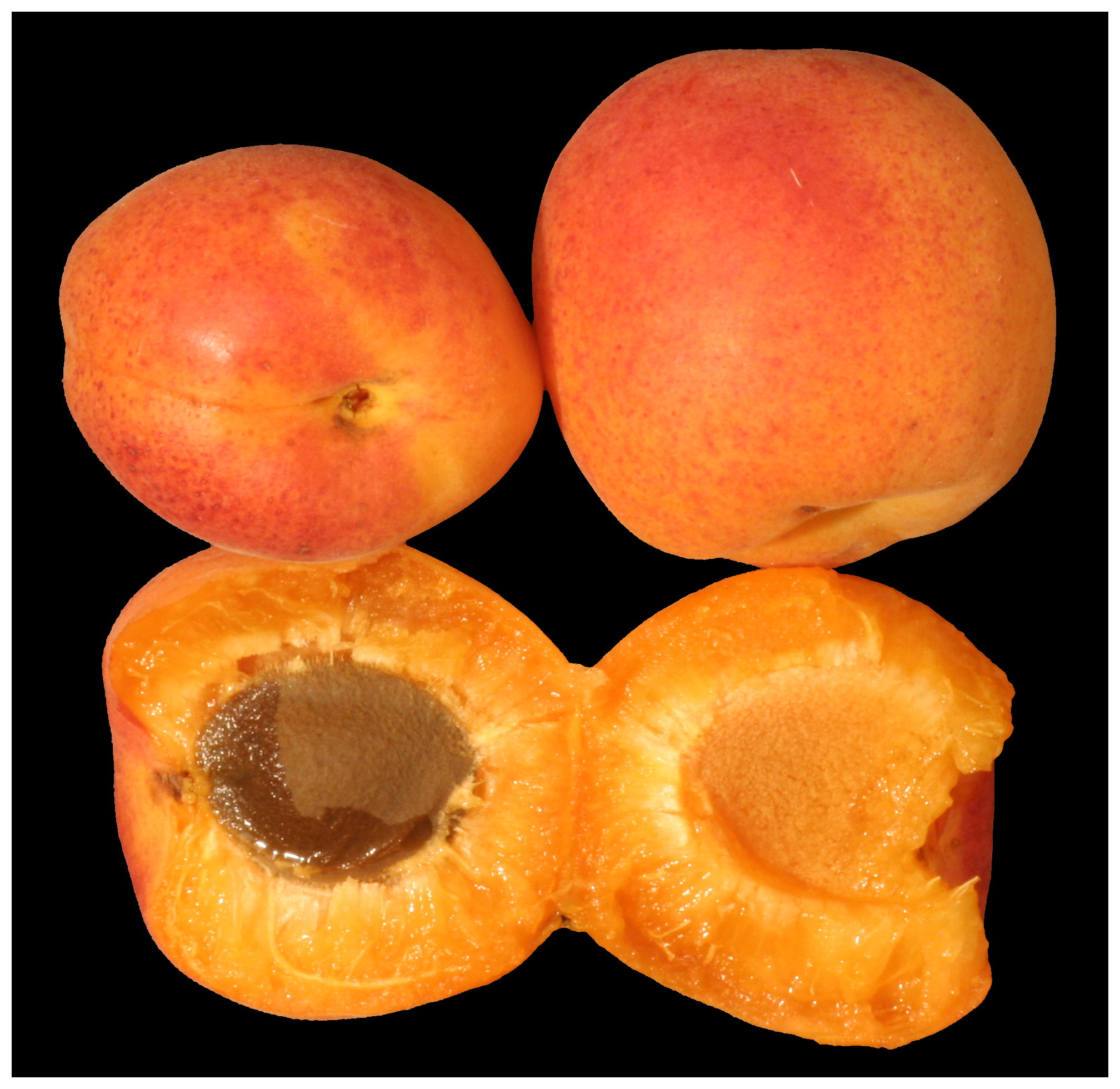
Aprikose
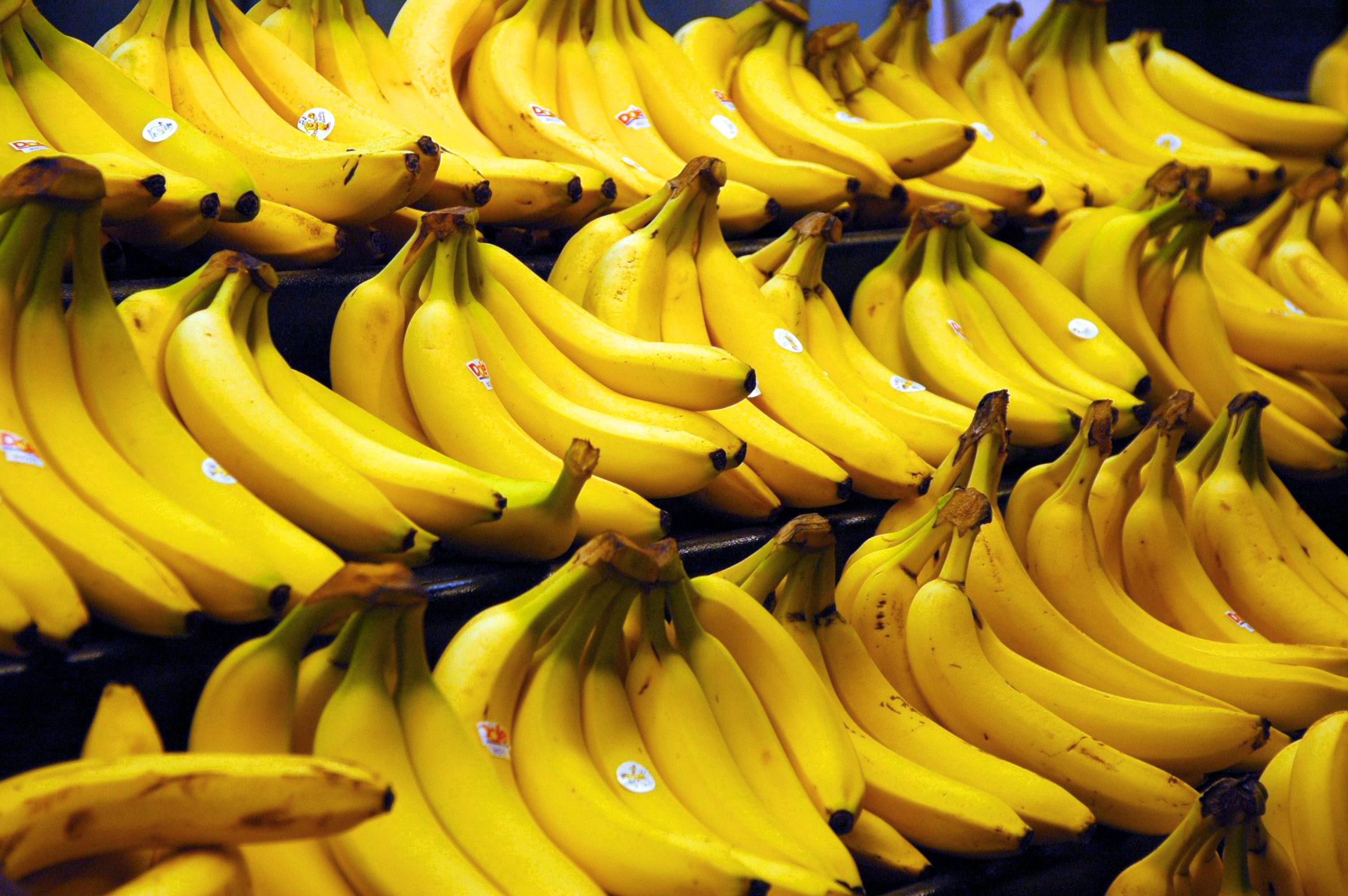
Banane
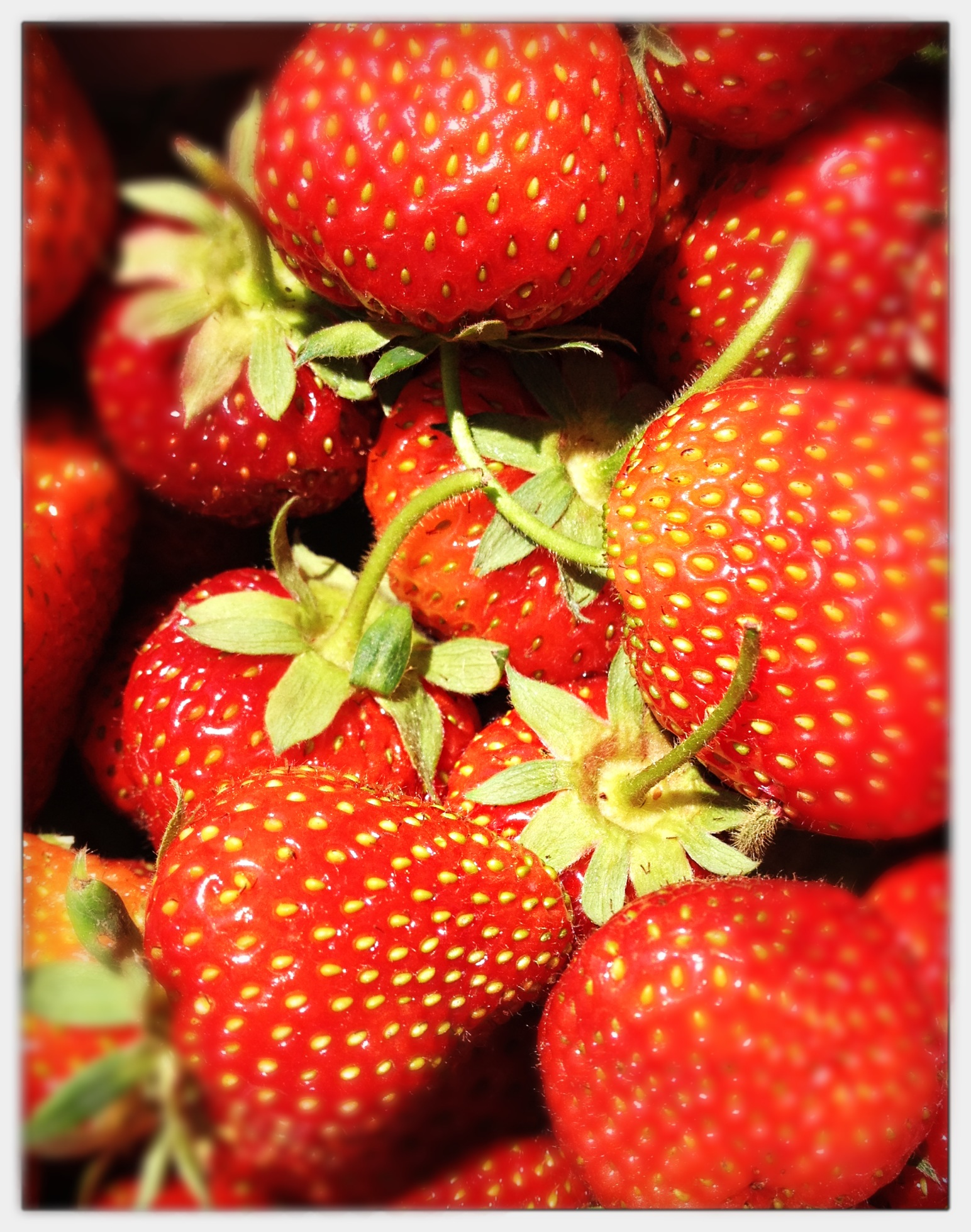
Erdbeere

Die Verbindung wurde auch in Apfelsaft, Bananen, Schokolade, Cognac, Concord-Traube, Honig, Aprikosen, Orangen, Ananas, Rum, Erdbeeren, Wassermelonen, Whiskey, Champagner, Traubenwein, Bier, Portwein, Maracujawein, Sherry, Orangensaft, Papaya, Mango, Kiwifrüchten, Quitten, Affenorangen (Strychnos madagask), Minzöl und Parmesan nachgewiesen.

## Gewinnung und Darstellung
Isobuttersäureethylester kann durch Veresterung von Ethanol mit Isobuttersäure unter azeotropen Bedingungen gewonnen werden.

## Eigenschaften
Isobuttersäureethylester ist eine leicht entzündbare, leicht flüchtige, farblose Flüssigkeit mit ananasartigem Geruch, die wenig löslich in Wasser ist. Bei einer Konzentration 12,5 ppm hat die Verbindung einen scharfen, ätherischen und fruchtigen Geruch mit einer Rum- und Eierlikörnote. Bei 20 ppm ist der Geschmack süß, ätherisch, fruchtig mit einer rumähnlichen Note.

## Verwendung
Isobuttersäureethylester wird als Aromastoff und zur Synthese anderer Verbindungen verwendet.

## Sicherheitshinweise
Die Dämpfe von Isobuttersäureethylester können mit Luft ein explosionsfähiges Gemisch (Flammpunkt 13 °C, Zündtemperatur 440 °C) bilden.